# Rafael Sala «Planademunt»
Rafael Sala y Doménech, alias «Planademunt» (Santa Pau, 27 de junio de 1811-Gerona, 11 de abril de 1849) fue un militar y trabucaire carlista español. Llegó a ser considerado uno de los cabecillas más osados y afamados de la Guerra de los Matiners, durante la cual consiguió reunir una partida de hasta 300 hombres.

## Biografía

### Primera Guerra Carlista
Nació en una familia de campesinos, hijo de Miguel Sala Coma y Verónica Doménech Santaló. Sin saber apenas leer y muy mal escribir, sus padres le dedicaron a las faenas agrícolas. En 1833, al estallar la Primera Guerra Carlista, formó una partida leal a Don Carlos María Isidro y recibió de sus superiores la graduación de teniente. Rafael Sala se distinguió en algunos hechos de armas y según diversos relatos se mostró generoso y caritativo con los enemigos que hizo prisioneros.
El convenio de Vergara no puso totalmente fin a la guerra en Cataluña, donde siguieron actuando las tropas de Ramón Cabrera. Tras la salida de España de Cabrera, algunos rebeldes, conocidos como trabucaires —entre ellos Planademunt—, realizaron secuestros de hacendados y acciones espectaculares contra los milicianos nacionales y los mozos de escuadra. Su jefe más famoso era el ampurdanés Ramon Felip, que fue capturado y fusilado en julio de 1842.

### Exilio en Francia
El 2 de agosto Planademunt y otros jefes fueron detenidos por la gendarmería francesa cerca de Aviñón y procesados en Perpiñán. Sin embargo, tras ser condenado, Planademunt logró escapar hasta en dos ocasiones. El historiador Antonio Pirala narraría de este modo sus fugas y su regreso a España:

cuando tuvo que emigrar por terminada la guerra, lleváronle los gendarmes con una argolla en el cuello, agarrando siempre uno la cuerda que de aquella pendia: exasperóle esto, y aprovechando una ocasion favorable, derribó en tierra á sus guardadores y se apoderó de sus armas. Halló hospitalidad por algunos dias en una casa de campo; marchó para Perpiñan; cayó en poder de otros gendarmes, con órden de trasladarle desde Carcasona á Calais para extrañarlo de Francia, y al ver en un instante distraido al que llevaba la cuerda de la argolla, tiró fuertemente, y con veloz carrera adquirió de nuevo su libertad. Próximo á Perpiñan, logró que unos pastores le quitasen la argolla, siguió su camino y permaneció en las inmediaciones de la citada ciudad, hasta que se volvió á presentar en Cataluña á defender al hijo de D. Cárlos, formando en pocos dias una considerable partida.

### Guerra de los Matiners
Tras el fracasado intento de casar a Isabel II con el conde de Montemolín (pretendiente carlista con el nombre de Carlos VI), participó en la campaña montemolinista o de los matiners. Desde septiembre de 1847 sus acciones guerrilleras fueron muy comentadas en la prensa de la época, actuando la partida liderada por él junto con las facciones de Marsal y Estartús. Según el periódico El Español, la partida de Planademunt se componía de unos 30 hombres que se titulaban «celadores» e iban vestidos con chaqueta de paño con solapa encarnada. Planademunt pagaba a su gente 6 reales diarios, alpargatas y vestuario igual al de los parrotes.
Según Antonio Pirala, Planademunt fue de los primeros carlistas que se lanzaron a la guerra ante la indecisión de Cabrera, dando el 21 de marzo de 1848 una proclama en la que vitoreaba al rey, la religión y el pueblo y afirmaba —en deficiente castellano y mala ortografía— que el gobierno liberal sumía a los españoles en las tinieblas y que el sistema tributario era criminal. En dicho manifiesto se proclamaba asimismo caudillo invicto que iba con la verdad en la mano proclamando la independencia nacional, invocando la patria de Padilla, apelando a los hijos del Cid y llamando a todos los españoles a las armas para formar una sola familia alrededor de Carlos VI.
De acuerdo con una nota biográfica publicada medio siglo después en el periódico carlista Correo de Tortosa, debido a diferencias personales con Estartús, Planademunt no se pondría bajo sus órdenes, sino que actuaría por separado. Logró aumentar en número su partida y batió algunas fuerzas isabelinas en la provincia de Gerona.
A principios de 1848 organizó desde la frontera francesa una nueva incursión en la provincia de Gerona, al mando de 35 hombres. En el país galo los trabucaires carlistas de Planademunt, Gibert y Marsal se aliarían con dos docenas de «jamancios» republicanos para actuar conjuntamente. Según una crónica de la época, 32 republicanos llegarían a ponerse a las órdenes de Planademunt «por no tener un cuarto», lo que motivaría la mofa de la prensa gubernamental.
Tras varias expediciones por la provincia, a mediados de noviembre invadió, junto con Bosch, los pueblos de Colera, Llansá, Selva y Portbou con 200 carlistas, mientras más de 1300 montemolinistas entraban en San Feliu Saserra y Cabrera y Tristany se apoderaban de las salinas de Cardona.
En la frontera y en el Ampurdán se hizo muy temido por sus excesos. El General Gutiérrez de la Concha fijó sus miradas sobre él y sobre su compinche Serrat, y en una batida a mediados de marzo de 1849, en que concurrieron simultáneamente algunas columnas, fue completamente destrozada su gavilla, la mayor parte de la cual entró fugitiva en Francia, donde fue desarmada, presa y conducida al interior. Debido a este descalabro, Planademunt se vio obligado a andar oculto y fugitivo acompañado de solo seis compañeros, refugiándose en una cueva. Finalmente fueron descubiertos y apresados por el tercio isabelino de Tortellá.
Desde Llers, Marsal trató de rescatar a Planademunt con 1400 infantes, reforzado con dos compañías que le mandó Cabrera, pero no tuvo éxito. Planademunt fue puesto en capilla y fusilado en Gerona a las 8 de la mañana del 11 de abril, junto con Manuel Romero y Abril, ayudante de Marsal.